# ك. ر. نارايانان
كوشريل رامان نارايانان سياسي هندي وقد شغل منصب رئيس الهند في الفترة 25 يوليو 1997 – 25 يوليو 2002. ولد في بيرومثانام، قرية أوزافور، في ولاية ترافانكور الأميرية (مقاطعة كوتايام حاليًا، كيرلا)، وبعد فترة قصيرة من العمل مع الصحافة ودراسة العلوم السياسية في حينها في كلية لندن للاقتصاد بمساعدة منحة دراسية، بدأ نارايانان حياته المهنية في الهند كعضو في وزارة الخارجية الهندية في إدارة نهرو. عمل سفيرًا إلى اليابان، والمملكة المتحدة، وتايلندا، وتركيا، والصين، والولايات المتحدة ووصفته إدارة نهرو بأنه «أفضل دبلوماسي في البلاد». انخرط في العمل السياسي بناء على طلب أنديرا غاندي وفاز ثلاث مرات متتالية بالانتخابات العامة للوك سابها (مجلس الشعب)، وعمل وزيرًا للدولة في حكومة رئيس الوزراء راجيف غاندي. انتخب نائبًا للرئيس في عام 1992، وأصبح رئيسًا في عام 1997. كان أول شخص من مجتمع طبقة المنبوذين الاجتماعية يشغل أيًا من المنصبين.
يعد نارايانان رئيسًا مستقلًا وحازمًا وضع العديد من السوابق، ووسع صلاحيات أعلى منصب دستوري في الهند. وصف نفسه بأنه «رئيس تنفيذي» عمل «وفقًا لأركان الدستور الأربعة»؛ أي في المنتصف بين «رئيس تنفيذي» يتمتع بسلطة مباشرة و«رئيس ختم مطاطي» يؤيد قرارات الحكومة بدون سؤال أو نقاش. استخدم سلطاته التقديرية كرئيس وانحرف عن الاتفاقيات والسوابق القضائية في عدة حالات، بما في ذلك تعيين رئيس وزراء في برلمان معلق، وإقالة حكومة ولاية وفرض حكم الرئيس هناك بناءً على اقتراح من مجلس الوزراء الاتحادي، وخلال حرب الكارجيل. ترأس احتفالات اليوبيل الذهبية لاستقلال الهند وأصبح من خلال الانتخابات العامة للبلاد في عام 1998، أول رئيس هندي يصوت وهو في منصبه، ليكون ذلك سابقة قانونية جديدة أخرى.

## بداية حياته
ولد كي آر نارايانان في بيرومثانام، أوزافور، وهو الابن الرابع بين سبعة أطفال لوالده كوشيريل رامان فايدار، ممارس للنظام الطبي الهندي التقليدي في أيورفيدا، باناثورافيتيل بابياما. كان أقرباؤه هم فيزوديفان، ونيلاكاندان، وغوري، وباسكاران، وبارغافي وباراثي. كانت عائلته التي تنتمي إلى طائفة بارافان (يعمل أفرادها في صيد الأسماك، وبناء القوارب، وتجارة البحر) فقيرةً، لكن والده كان يحظى بالاحترام بسبب فطنته الطبية. ولد في 4 فبراير عام 1921، لكن عمه الذي رافقه إلى أول يوم له في المدرسة لم يكن يعلم تاريخ ميلاده الحقيقي، واختار بشكل اعتباطي تاريخ 27 أكتوبر عام 1920 ليوضع في السجلات؛ اختار نارايانان لاحقًا أن يبقيه رسميًا.
تلقى نارايانا تعليمه المبكر في أوزافور في المدرسة الابتدائية الحكومية الدنيا، كوريشيثانام (حيث التحق في 5 مايو عام 1927) ومدرسة أور ليدي أوف لوردس الابتدائية العليا، أوزافور (1931-1935). كان يمشي إلى المدرسة نحو 15 كيلومتر يوميًا عبر حقول الأرز، وكان غالبًا غير قادر على دفع الرسوم البسيطة. كان يستمع غالبًا إلى الدروس المدرسية أثناء وقوفه خارج الصف، بعد أن منع من الحضور لأن الرسوم الدراسية كانت مرتفعة. لم تكن عائلته تمتلك المال لشراء الكتب له وكان أخوه الأكبر كي آر نيلاكانتان، الذي كان مقيدًا في المنزل لأنه يعاني من الربو، يستعير الكتب من الطلاب الآخرين وينسخها ويعطيها إلى نارايانان. حصل على قبول من مدرسة سانت ماري الثانوية، كورافيلانغاد (1936-1937) (درس قبلها في مدرسة سانت جون الثانوية، كوثاتوكولام (1935-1936)). أكمل دراسته المتوسطة في كلية سي إم إس، كوتايام (1938-1940)، بمساعدة منحة دراسية من عائلة ترافانكور الملكية.
حصل نارايانان على شهادة البكلوريوس (مع مرتبة الشرف) ودرجة الماجستير في اللغة الإنجليزية من جامعة ترافانكور (1940-1943) (جامعة كيرلا حاليًا)، واحتل المرتبة الأولى في الجامعة (وأصبح بذلك أول شخص من طبقة المنبوذين يحصل على هذه الشهادة من الدرجة الأولى في ترافانكور). واجهت عائلته صعوبات جسمية، فغادر دلهي وعمل لبعض الوقت كصحفي مع صحيفة تايمز أوف إينديا والصحيفة الهندوسية (1944-1945). أجرى خلال هذه الفترة مقابلة مع المهاتما غاندي في بومباي بناءً على اختياره (10 أبريل 1945).
حصل نارايانان في عام 1944 على منحة تاتا البالغة 16 ألف روبية من جي آر دي تاتا، لقراءة السياسة والاقتصاد والصحافة في كلية لندن للاقتصاد، وحصل على بكلوريوس في العلوم بمرتبة الشرف في الاقتصاد باختصاص العلوم السياسية من جامعة لندن. درس العلوم السياسية في كلية لندن للاقتصاد (1945) تحت إشراف هارولد لاسكي؛ وحضر أيضًا محاضرات لكارل بوبر، وليونيل روبينز وفريدريك هايك. كان خلال سنواته في لندن، ناشطًا في رابطة الهند، التي كان يقودها في كي كريشنا مينون، إلى جانب زميله كي إن راج. كان أيضًا مراسل مجلة الشؤون الاجتماعية الأسبوعية (Social Welfare Weekly) التي ينشرها كي إم مونشي. اشترك في السكن في كلية لندن للاقتصاد مع كي إن راج وفيرسامي رينغادو (الذي أصبح لاحقًا أول رئيس لموريشيوس)؛ كان أحد أصدقائه المقربين أيضًا بيير ترودو (الذي أصبح لاحقًا رئيس وزراء كندا).

## روابط خارجية
- ك. ر. نارايانان على موقع الموسوعة البريطانية (الإنجليزية)
- ك. ر. نارايانان على موقع مونزينجر (الألمانية)
- ك. ر. نارايانان على موقع إن إن دي بي (الإنجليزية)